# ソマリ語の文法
ソマリ語は膠着語である。そして、語の意味を限定したり変化させたりするために多くの接辞や小詞を使う。

## 形態論
他の同族の言語のように、ソマリ語の名詞は、性、数、格によって活用する。
接辞はいくつかの規則に従って変化する。定冠詞は接尾辞である。基本形では、男性名詞には "-ki" または "-ka" が付き、女性名詞には "-ti" または "-ta" が付く。"k" あるいは "t" は冠詞標識の本体であるが、先行子音によって変化することがあり、名詞の格によって後続母音が決まる。冠詞は単数か複数かでは変わらない。

### 名詞

#### 絶対格
ソマリ語の名詞の基本形は絶対格である。この場合、冠詞は母音 "-a" を持つ。
| ソマリ語 | 日本語     |
| -------- | ---------- |
| buug     | （ある）本 |
| buug-ga  | （その）本 |
| gacan    | （ある）手 |
| gacanta  | （その）手 |

#### 主格
文の主語は主格を取る。この場合、冠詞は母音 "-u" を持つ。文の主語が複数の名詞を含むならば、最後のものだけが冠詞に主格の語尾を持つ。
冠詞がない場合は声調の変化が主格を表すが、これは正書法では表現されない。いくつかの女性名詞は、主格では冠詞なしで接尾辞 "-i" を取る。
| ソマリ語           | 日本語                       |
| ------------------ | ---------------------------- |
| nin                | 男                           |
| nin-ka             | （その）男                   |
| nin-ku             | （その）男が                 |
| nin-ka iyo wiil-ku | （その）男と（その）男の子が |

#### 属格
属格は通常、声調の変化によって示される。いくつかの女性名詞では、語根の最後の子音によって、最後に "-eed" "-aad" "-od" を取る。
| ソマリ語    | 日本語                                 |
| ----------- | -------------------------------------- |
| áf          | （ある）言語                           |
| carab       | アラブ人                               |
| áf carabeed | アラビア語（すなわち、アラブ人の言語） |

#### 呼格
呼格も声調の変化または接尾辞 "-ow"（男性・単数）"-ohow"（男性・複数）"-eey" "-aay" "-ooy"（女性・単数）"-yahay"（女性・複数）によって示される。

#### 性
性は定冠詞なしでは名詞には表示されない。名詞の性は、いかなる特定の規則にも従わなければ、通常、明らかではない。

#### 数
名詞は、畳語を含む三つの方法で複数を成す。多くの名詞は性の「両極性」を示す。それによって名詞は複数形になることで性が変わる。たとえば "buug-ga"（その本）は男性名詞であるが、"buugag-ta"（その本（複数））は女性名詞である。

### 代名詞
代名詞にはそれぞれ主格形と対格形があり、さらにそれぞれの形に短縮形と強調形がある。
|                              | 主格形 | 主格形 | 対格形 | 対格形     |
| 人称                         | 強調形 | 短縮形 | 強調形 | 短縮形     |
| ---------------------------- | ------ | ------ | ------ | ---------- |
| 一人称単数                   | anigu  | aan    | aniga  | i(i)       |
| 二人称単数                   | adigu  | aad    | adiga  | ku(u)      |
| 三人称単数男性               | isagu  | uu     | isaga  | (u)        |
| 三人称単数女性               | iyadu  | ay     | iyada  | (u)        |
| 一人称複数（二人称者含む）   | innagu | aynu   | innaga | ina/inoo   |
| 一人称複数（二人称者含まず） | annagu | aannu  | annaga | na/noo     |
| 二人称複数                   | idinku | aad    | idinka | idin/idiin |
| 三人称複数                   | iyagu  | ay     | iyaga  | (u)        |

### 動詞
ソマリ語の動詞は接尾辞が加えられた語幹から成る。未来と現在の仮定法に加えて、直説法の動詞が4つの時制（現在、現在進行、過去、過去進行） にある。ソマリ語の動詞は主に接尾辞の追加によって活用するが、非常にまれに接頭辞を用いる古い活用を維持している。

#### 不定詞と動名詞
不定詞は動詞の類によって接尾辞 "-i" または "-n" によって作られる。たとえば keeni（持ってくること）siin（与えること）。不定詞は、法助動詞 "karid"（できること）でだけは現在時制で使われる。動名詞は接辞 "-i" "-n" "-sho" によって作られる。たとえば "keenid"（持ってくること）"siin"（与えること）"barasho"（学ぶこと）。そして普通の名詞のように使われ語形変化する。

#### 直説法

##### 現在
現在時制は現在起こっているかもしれない、または起こっていないかもしれない動作に言及する。それは、常にまたは繰り返し起こっていることを表すこともある。"keen"（持ってくる）の現在時制の活用は次の通りである:
| 人称           | 形態     | 日本語                 |
| -------------- | -------- | ---------------------- |
| 一人称単数     | keenaa   | 私は持ってくる         |
| 二人称単数     | keentaa  | あなたは持ってくる     |
| 三人称単数男性 | keenaa   | 彼は持ってくる         |
| 三人称単数女性 | keentaa  | 彼女は持ってくる       |
| 一人称複数     | keennaa  | 私たちは持ってくる     |
| 二人称複数     | keentaan | あなたたちは持ってくる |
| 三人称複数     | keenaan  | あの人たちは持ってくる |

##### 過去
過去時制は、継続していない、過去に完了した動作を表現するのに用いられる。"keen"（持ってくる）の活用は次の通りである:
| 人称           | 形態            | 日本語                 |
| -------------- | --------------- | ---------------------- |
| 一人称単数     | (waan) keenay   | 私は持ってきた         |
| 二人称単数     | (waad) keentay  | あなたは持ってきた     |
| 三人称単数男性 | (wuu) keenay    | 彼は持ってきた         |
| 三人称単数女性 | (way) keentay   | 彼女は持ってきた       |
| 一人称複数     | (waan) keennay  | 私たちは持ってきた     |
| 二人称複数     | (waad) keenteen | あなたたちは持ってきた |
| 三人称複数     | (way) keeneen   | あの人たちは持ってきた |

注意: 最後の "-ay" は "-ey" と発音や表記されることもある。

##### 現在進行
現在進行時制は接中辞 "-ay-" ・ "-na-"（方言による）と、現在形の末尾の形で作られる。"keen" の現在進行形は次の通りである:
| 人称           | 形態              | 日本語                     |
| -------------- | ----------------- | -------------------------- |
| 一人称単数     | (waan) keenayaa   | 私は持ってきている         |
| 二人称単数     | (waad) keenaysaa  | あなたは持ってきている     |
| 三人称単数男性 | (wuu) keenayaa    | 彼は持ってきている         |
| 三人称単数女性 | (way) keenaysaa   | 彼女は持ってきている       |
| 一人称複数     | (waan) keenaynaa  | 私たちは持ってきている     |
| 二人称複数     | (waad) keenaysaan | あなたたちは持ってきている |
| 三人称複数     | (way) keenayaan   | あの人たちは持ってきている |

##### 過去進行
過去進行は接中辞 "-ay" ・ "-na" と過去時制の末尾の形で作られる。"keen+ay+ey" = "keenayey"（私は持ってきていた）。 それはある期間にわたる過去の動作を表現するのに使われる。 "Intuu akhrinayey wargeyska wuu quracanayey."（彼は新聞を読んでいる間、朝食を食べていた。）

##### 未来
未来時制は、そうなるであろう動詞の不定詞と "doon"（望む）の現在時制で作られる。
| 人称           | 形態                  | 日本語                       |
| -------------- | --------------------- | ---------------------------- |
| 一人称単数     | (waan) keeni doonaa   | 私は持ってくるだろう         |
| 二人称単数     | (waad) keeni doontaa  | あなたは持ってくるだろう     |
| 三人称単数男性 | (wuu) keeni doonaa    | 彼は持ってくるだろう         |
| 三人称単数女性 | (way) keeni doontaa   | 彼女は持ってくるだろう       |
| 一人称複数     | (waan) keeni doonaa   | 私たちは持ってくるだろう     |
| 二人称複数     | (waad) keeni doontaan | あなたたちは持ってくるだろう |
| 三人称複数     | (way) keeni doonaan   | 彼らは持ってくるだろう       |

#### 仮定法
仮定法は、従属節とある種の前置詞句だけで使われる。現在仮定法は末尾の母音が a から o に変わるという点だけ、直説法と異なる。 未来仮定法は、不定詞に "doon" の現在仮定法の形を加えて使う。

## 構文論
ソマリ語には、意図や関心や焦点がどの句に位置するかを示すための方法がいくつかある。話題または焦点の構造である。単語 "buu"、"ayaa"、"waxaa" は名詞または名詞句に焦点を置く。
例:
1. John baa baxay - ジョンは「焦点」（baa）出て行った。
2. John ayaa baxay - ジョンは「焦点」（ayaa）出て行った。
3. Waxaa baxay John - 「焦点」（waxaa）出て行った、ジョンは。

このように、単語 baa、ayaa、waxaa は誰が出て行ったのかという問題を無意識に心に抱かせる。つまり、焦点を置くのは名詞である。
ソマリ語には、動詞や動詞句に焦点を置く単語 waa もある。
例:
1. John waa baxay - ジョンは「焦点」（waa）出て行った。

Waa は、ジョンが何をしたのかという問題を心に抱かせるので、今までに見たものとは異なる。つまり、焦点を置くのは動詞である。
ソマリ語の文は一般的に「主語-目的語-述語」（SOV）の語順である。名詞には数、性（男性か女性か）によって、また文の中での格や役割によって異なる声調がある。